# Solituderennen
Solituderennen je bila avtomobilistična dirka, ki je med leti 1925 in 1927 ter 1961 in 1964 potekala na nemškem dirkališču Solitudering v okolici Stuttgarta.

## Zmagovalci
| Leto | Dirkač           | Moštvo         | Poročilo |
| ---- | ---------------- | -------------- | -------- |
| 1964 | Jim Clark        | Lotus-Climax   | Poročilo |
| 1963 | Jack Brabham     | Brabham-Climax | Poročilo |
| 1962 | Dan Gurney       | Porsche        | Poročilo |
| 1961 | Innes Ireland    | Lotus-Climax   | Poročilo |
| 1927 | August Momberger | Bugatti        | Poročilo |
| 1926 | Otto Merz        | Mercedes-Benz  | Poročilo |
| 1925 | Otto Merz        | Mercedes-Benz  | Poročilo |